# Roman Dzieślewski
Roman Dzieślewski vel Zdzisławski (ur. 18 stycznia 1863 w Tarnowie, zm. 8 sierpnia 1924 we wsi Kasinów pod Iwacewiczami na Polesiu) – nestor polskiej elektryki, pierwszy polski profesor elektrotechniki, rektor Politechniki Lwowskiej.

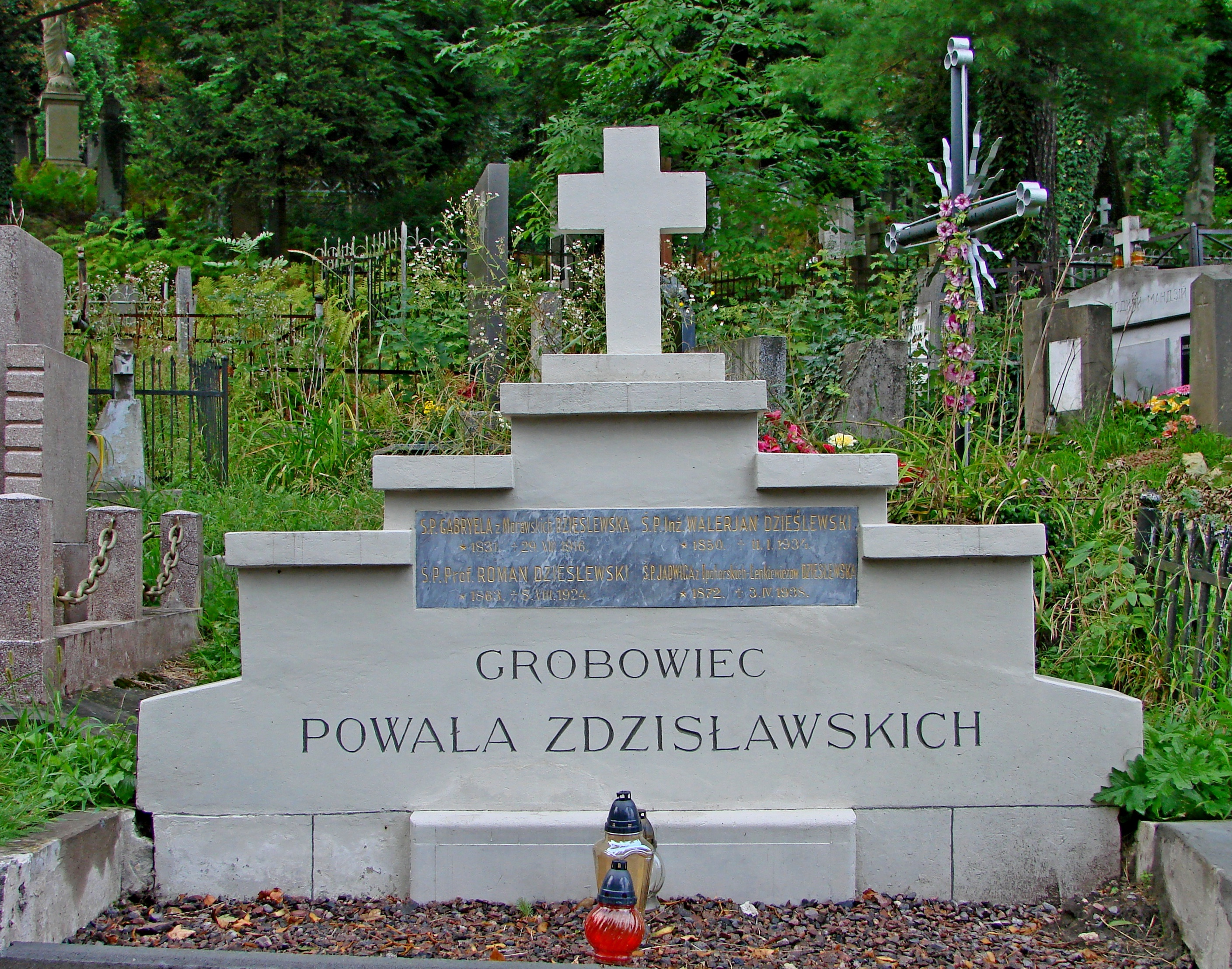
Grobowiec rodzinny Romana Dzieślewskiego

## Życiorys
Absolwent Politechniki Lwowskiej. Dyplom inżyniera, z odznaczeniem, uzyskał w 1883, a więc mając zaledwie 20 lat.  Uzupełniał studia, dzięki stypendium, na Uniwersytecie Technicznym w Berlinie. Był asystentem profesora Adolfa Slabego. Później pracował w kilku przedsiębiorstwach budowy maszyn i elektrotechniki (m.in. był inżynierem budowlanym i maszynowym w salinach w Wieliczce. W 1891 w wieku 28 lat otrzymał tytuł profesora nadzwyczajnego, a w 1895 profesora zwyczajnego elektrotechniki. Przez 33 lata prowadził wykłady i ćwiczenia z elektrotechniki ogólnej. W roku akademickim 1901/1902 został rektorem Politechniki Lwowskiej.
Autor pierwszego akademickiego podręcznika elektrycznego Encyklopedia elektrotechniki 1898/1899, członek komitetu organizacyjnego Powszechnej Wystawy Krajowej 1894 roku we Lwowie (sekcja maszynowa i elektrotechniczna), poseł na Sejm Krajowy (1901-1902), przez 16 lat członek Rady m. Lwowa.
Należał do Polskiego Towarzystwa Politechnicznego we Lwowie i otrzymał tytuł jego członka honorowego. Uczestniczył w zjeździe założycielskim Stowarzyszenia Elektryków Polskich (SEP) w Warszawie w 1919. Został członkiem pierwszego składu, utworzonego na początku 1924, Polskiego Komitetu Elektrotechnicznego.
Pochowany na Cmentarzu Łyczakowskim we Lwowie w grobowcu Zdzisławskich (w 1923 zmienił nazwisko na Zdzisławski, uważając poprzednie za zniekształcone przez Niemców).
Ze związku z Jadwigą Lenkiewicz-Ipohorską (1871-1938), miał troje dzieci: Zygmunta (1898-1953), Grażynę (1904-1990) - żonę premiera emigracyjnego Aleksandra Zawiszy oraz Danutę (1907-1938). Brat Waleriana Dzieślewskiego.
Przed II wojną światową jedną z ulic Lwowa nazwano nazwiskiem profesora. Po wojnie przemianowano ją na ulicę Wola.
27 marca 2015 roku, na elewacji kamienicy na tarnowskim Rynku, odsłonięto tablicę pamiątkową poświęconą urodzonemu w Tarnowie profesorowi.